# Доње Соње
Доње Соње (мкд. Долно Соње) je село у Северној Македонији, у северном делу државе. Доње Соње припада општини Сопиште, која је део јужних предграђа Града Скопља.

## Географија
Доње Соње је смештено у северном делу Северне Македоније. Од најближег већег града, Скопља, насеље је удаљено 13 km.
Насеље Доње Соње је у оквиру историјске области Кршијак, која се обухвата долину Маркове реке, јужно од Скопског поља. Насеље је смештено на јужним падинама планине Водно. Ка југу се тло спушта у долину Маркове реке. Надморска висина насеља је приближно 600 метара.
Месна клима је континентална.

## Становништво
Доње Соње је према последњем попису из 2002. године имало 689 становника.
Претежно становништво у насељу су етнички Македонци (98%), док су остало махом Срби.
Већинска вероисповест је православље.